# HandBrake
HandBrake — программное обеспечение для конвертирования MPEG-видео (включая DVD-видео) в MPEG-4 видеофайл в форматах mp4 и mkv.
Изначально была разработана для BeOS, а в данный момент HandBrake — кроссплатформенное программное обеспечение, доступное для Linux, Microsoft Windows, Mac OS X, и Solaris. HandBrake распространяется по лицензии GPL v2 и является свободным программным обеспечением.

## Особенности

### Поддерживаемые источники
- Любые DVD-совместимые источники: папка VIDEO TS, DVD-образ или DVD-диск (поддерживается дешифрование посредством libdvdcss) PAL или NTSC, AC-3, LPCM или MPEG-audio.
- Форматы, поддерживаемые проектом FFmpeg.
- Видеофайлы в формате DV.

### Выходные форматы
- Форматы файлов: MP4 и MKV.
- Видеокодеки: MPEG-4, H.264 и H.265 (1 или 2 прохода).
- Audio: AAC и AC-3 без перекодирования (поддерживается кодирование нескольких звуковых дорожек).
- Прочие функции: базовая поддержка субтитров; встроенный калькулятор битрейта; деинтерлейс, кадрирование и масштабирование видео.

## Поддерживаемые типы файлов
- Входные: DVD, DVD-образы, DVD VOB файлы, MPEG-TS, Matroska, AVI, mpeg-4 и т. д.
- Форматы выходных контейнеров: MP4 и MKV.
- Видеокодеки: x264.
- Аудио: AAC и AC-3

## Замечания
- Для установки версии 0.9.3 в операционной системе MS Windows необходимо наличие .NET Framework (не указано явно на сайте).
- Ночные сборки под Windows поддерживают технологию аппаратного ускорения кодирования и декодирования Intel Quick Sync Video.
- Последняя версия программы, поддерживающая Windows XP — 0.9.9